# 菊池持朝

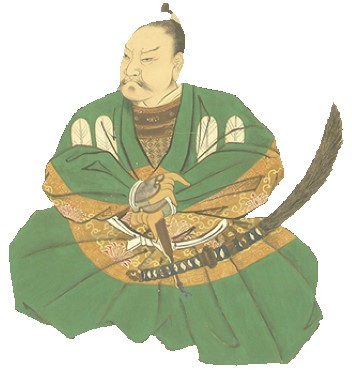
菊池持朝像

菊池 持朝（きくち もちとも、応永16年（1409年） - 文安3年7月28日（1446年8月20日））は、菊池氏の第19代当主。第18代当主・菊池兼朝の子。官位は従四位下肥後守。

## 略歴
肥後菊池氏当主では唯一、足利将軍からの偏諱を賜り、足利義持の一字により初め持武（もちたけ）、のち持朝と名乗る。
室町幕府に仕え足利義教の重臣であった。大友親綱を領国で庇護し大友家当主の座に就けた。
当初は永享2年（1431年）、父との対立により、父・兼朝を追放し家督を継ぐ。持朝は時勢を見ることのできない兼朝と異なり、動乱の九州地方で幕府方の立場を示し、大内氏と結んで少弐氏や大友氏と対立した。室町幕府も菊池氏に筑後国の守護職を与えて大友持直を討伐させようと目論んでおり、永享5年（1434年）に持朝は筑後守護職に任ぜられるが、翌年の大友氏討伐には失敗している。
また持朝は父・兼朝の後ろ盾を得て反抗をしていた実弟の菊池忠親を自殺に追い込み、一族の統制を強めて、惣領の権威強化に邁進した。肥後国の有力国人である宇土城主宇土忠豊の後嗣として、子の為光を送り込み、勢力の拡大に腐心する。
文安3年（1446年）に38歳で病死する。跡を嫡男・菊池為邦が継いだ。

## 系譜
- 父：菊池兼朝
- 母：不詳
- 妻：不詳
  - 嫡男：菊池為邦
  - 男子：菊池為安 - 孫に第23代当主政隆
  - 男子：詫摩為房
  - 男子：宇土為光
  - 男子：木野相直 - 子に親則、第26代当主義武は親則の曾孫